# Doug Cowie
Doug Cowie (1. března 1926, Aberdeen – 27. listopadu 2021, Dundee) byl skotský fotbalista, obránce. Po skončení aktivní kariéry působil jako trenér.

## Fotbalová kariéra
Ve skotské lize hrál za Dundee FC, nastoupil ve 338 ligových utkáních a dal 17 gólů. Kariéru končil ve druhé skotské lize v týmu Greenock Morton FC. Za reprezentaci Skotska nastoupil v letech 1953–1958 ve 20 utkáních. Byl členem skotské fotbalové reprezentace na Mistrovství světa ve fotbale 1954, nastoupil ve 2 utkáních a na Mistrovství světa ve fotbale 1958, nastoupil také ve 2 utkáních.

## Ligová bilance
| Ročník                  | Zápasy | Góly | Klub               |
| ----------------------- | ------ | ---- | ------------------ |
| 1. skotská liga 1947/48 | 15     | 0    | Dundee FC          |
| 1. skotská liga 1948/49 | 23     | 0    | Dundee FC          |
| 1. skotská liga 1949/50 | 22     | 1    | Dundee FC          |
| 1. skotská liga 1950/51 | 25     | 0    | Dundee FC          |
| 1. skotská liga 1951/52 | 23     | 0    | Dundee FC          |
| 1. skotská liga 1952/53 | 29     | 1    | Dundee FC          |
| 1. skotská liga 1953/54 | 27     | 4    | Dundee FC          |
| 1. skotská liga 1954/55 | 26     | 2    | Dundee FC          |
| 1. skotská liga 1955/56 | 27     | 0    | Dundee FC          |
| 1. skotská liga 1956/57 | 17     | 1    | Dundee FC          |
| 1. skotská liga 1957/58 | 31     | 2    | Dundee FC          |
| 1. skotská liga 1958/59 | 27     | 0    | Dundee FC          |
| 1. skotská liga 1959/60 | 29     | 4    | Dundee FC          |
| 1. skotská liga 1960/61 | 17     | 2    | Dundee FC          |
| 2. skotská liga 1961/62 | –      | –    | Greenock Morton FC |
| 2. skotská liga 1962/63 | –      | –    | Greenock Morton FC |
| CELKEM 1. skotská liga  | 338    | 17   |                    |

## Trenérská kariéra
Trénoval Raith Rovers FC.